# Blake Tower
Blake Tower è un personaggio dei fumetti, creato da Marv Wolfman (testi) e Bob Brown (disegni), pubblicato dalla Marvel Comics. La sua prima apparizione avviene in Daredevil (Vol. 1) n. 126 (ottobre 1975).
Nell'Universo Marvel, Tower è il procuratore distrettuale della città di New York, per natura molto aperto sia alla collaborazione coi supereroi che alle loro attività.

## Biografia del personaggio

### Primi anni
Nato a New York, Blake Tower diviene un brillante avvocato e apre un proprio studio legale. Dopo aver assistito allo scontro tra Devil e il nuovo Torpedo, Tower concorre con Foggy Nelson per l'elezione a procuratore distrettuale, campagna che vince a pieni voti. Tra i suoi primi compiti ufficiali figura la presentazione del computer WHO (Worldwide Habitual Offender) del dottor Armstrong Smith, dopodiché organizza la collaborazione tra Devil e il mentalista Uri Geller per risolvere un'ondata criminale che affligge la città, nonché la difesa dell'Uomo Senza Paura dalle mire di Jester.
Dopo un breve incontro con gli Eroi in vendita Luke Cage e Pugno d'acciaio, Tower si occupa del proscioglimento dell'Uomo Ragno dalle accuse per la morte di George Stacy e Norman Osborn; inoltre cerca di aiutarlo contro gli attacchi di J. Jonah Jameson, Spencer Smythe e gli Ammazzaragni.

### Una carriera in ascesa
Successivamente Tower raccoglie la deposizione di Capitan America in merito ad un caso che coinvolge Batroc il Saltatore; la sua integerrimità lo porta però a farsi parecchi nemici negli ambienti criminali, tanto da diventare il bersaglio di un sicario, venendo salvato solo grazie all'intervento di Cage e Pugno d'acciaio. Tower partecipa al processo contro Boomerang e a quello contro Punisher convincendo successivamente il supercriminale Slyde a collaborare con la giustizia e incastrare il suo precedente datore di lavoro per riciclaggio di denaro. Dopo l'omicidio della collega Jean DeWolff, Tower assiste al processo dell'unico indiziato, il Mangiapeccati e allo scioglimento degli Eroi in vendita seguendo nel frattempo le procedure per far riportare il corpo di Ned Leeds negli Stati Uniti. In seguito ad una lunga collaborazione con She-Hulk, conclusasi a causa della frenetica vita dell'eroina, Tower partecipa al processo contro Peter Parker e a quello contro il Soldato d'Inverno.

## Altri media
- Nelle serie televisive Netflix legate al franchise del Marvel Cinematic Universe, Blake Tower è interpretato da Stephen Rider[25]. In tale versione è afroamericano e ha la carica di viceprocuratore.
  - In Daredevil nonostante la fedeltà verso il suo capo, Tower aiuta Daredevil passandogli informazioni per rintracciare i criminali.
  - In Luke Cage tenta di far desistere la polizia dall'uso di pericolose armi speciali durante un assedio che coinvolge Luke Cage.